# Rosamun Majere
Rosamun Majere es un personaje de ficción de la saga Dragonlance, madre de Kitiara Uth-Matar y de los hermanos Majere.
Se sabe poco de la vida de Rosamun. Oriunda de Palanthas, donde vivió su infancia y adolescencia. Su apellido de soltera es Aelan. De joven, se evidenció que poseía el don de la magia, pero al serle negada una instrucción adecuada, no pudo más que reprimirlo. Era muy hermosa y trajo los favores de un Caballero de Solamnia, Gregor Uth-Matar.
Se casaron en Palathas y se establecieron en Solace (tuvieron que abandonar Solamnia ya que no es propio de un caballero escaparse con una muchacha) donde Rosamun tuvo su primera hija, Kitiara. Gregor comenzó a trabajar de mercenario por lo que solo pasaba esporádicamente por Solace (cosa que ya evidenciaba su total desprecio por El Código y la Medida Solámnicos). Este hecho despertaba los celos de Rosamun.
Como cada vez que regresaba a Solace Rosamun le acosaba con acusaciones (quizá no del todo falsas) las visitas de Gregor a Solace se fueron espaciando hasta que un día no volvió.
Por este motivo, Kitiara, que idolatraba a su padre, empezó a gestar un profundo resentimiento contra su madre, a la que siempre se referiría como Rosamun.
También por la desaparición de su marido, y por el rechazo de su primogénita; Rosamun empieza a sufrir una serie de "trances" o "visiones" (que Kit denominará cruelmente "los ataques de Rosamun") que la apartan de la realidad durante días (los primeros síntomas de su magia reprimida).
A causa de estos trances, Kit aprende muy pronto a desenvolverse ella sola, prefiriendo coger la espada de madera y corretear como un chiquillo a las aburridas tareas domésticas.
Poco después Rosamun se volverá a casar, esta vez con un leñador de Solace, Gilon Majere, con quien tendrá a los gemelos Caramon y Raistlin.
El nacimiento de los gemelos marca el principio del fin de Rosamun. Vive un parto muy difícil, tanto que, después de nacer Caramon, cuando aparece el segundo niño y la comadrona sugiere que lo deje morir, Rosamun acepta, eso sí con lágrimas en los ojos.
Los gemelos crecen más o menos sanos gracias a su hermanastra. Rosamun cada vez vive trances más profundos y Gilon, al ser leñador, pasa largos periodos alejado de su hogar. Extrañamente existe una relación empática entre Rosamun y el más joven de sus hijos, el único bendecido con el don de la magia. Raistlin y ella se comprenden mutuamente mejor que con el resto de la familia.
Durante la adolescencia de los gemelos, Rosamun vive una tregua en su marchita vida, cuando aparece en Solace la Viuda Judith, una mujer que aparentemente de forma desinteresada cuida a Rosamun y le hace "salir" de su mundo de visiones. La viuda Judith es una sacerdotisa de Belzor, una nueva fe que se extiende por Abanasinia, de la que hace partícipe a Rosamun.
Un día, tras un trágico accidente, los leñadores traen del bosque el cuerpo casi sin vida de Gilon. Rosamun, rota de dolor ante el último respiro de su segundo marido, entra en uno de sus trances, el que será el último de su vida. A la luz de estos trágicos sucesos de evidencia que la Viuda Judith ayudaba a Rosamun solo para poder estar cerca de Raistlin e intentar perjudicarle, ya que su fe rechaza la magia. Esto hace más profundo aun el dolor de Rosamun.
Durante los días posteriores a la muerte de Gilon, Raistlin es el encargado exclusivo del cuidado de su madre, a la que mima con extrema ternura. A los pocos días, Rosamun muere. Su hija Kitiara llega para su funeral. Raistlin usa como primer componente de hechizos los pétalos de rosa secos que le ponía a su madre en la habitación para aliviar el olor de su enfermedad.
- Datos: Q6112321